# Sollevamento pesi ai Giochi della XI Olimpiade - Pesi massimi-leggeri
La competizione della categoria pesi massimi-leggeri (fino a 82,5 kg) di sollevamento pesi ai Giochi della XI Olimpiade si è svolta il giorno 3 agosto 1936 alla Deutschlandhalle.

## Regolamento
La classifica era ottenuta con la somma delle migliori alzate delle seguenti 3 prove:
- Distensione lenta
- Strappo
- Slancio

Su ogni prova ogni concorrente aveva diritto a tre alzate.

## Risultati
| Pos.    | Atleta              | Nazione        | Peso Atleta | Totale | Distensione lenta | Distensione lenta | Distensione lenta | Strappo | Strappo | Strappo | Slancio | Slancio | Slancio |
| Pos.    | Atleta              | Nazione        | Peso Atleta | Totale | 1                 | 2                 | 3                 | 1       | 2       | 3       | 1       | 2       | 3       |
| ------- | ------------------- | -------------- | ----------- | ------ | ----------------- | ----------------- | ----------------- | ------- | ------- | ------- | ------- | ------- | ------- |
| Oro     | Louis Hostin        | Francia        | 81,7        | 372,5  | 102,5             | 107,5             | 110,0             | 110,0   | 115,0   | 117,5   | 140,0   | 145,0   | 152,5   |
| Argento | Eugen Deutsch       | Germania       | 81,4        | 365,0  | 97,5              | 102,5             | 105,0             | 110,0   | 110,0   | 112,5   | 142,5   | 147,5   | 150,0   |
| Bronzo  | Ibrahim Wasif       | Egitto         | 82,3        | 360,0  | 95,0              | 100,0             | 102,5             | 102,5   | 107,5   | 110,0   | 142,5   | 147,5   | 150,0   |
| 4       | Helmut Opschruf     | Germania       | 76,3        | 355,0  | 92,5              | 97,5              | 100,0             | 105,0   | 110,0   | 115,0   | 140,0   | 147,5   | 147,5   |
| 5       | Nicolas Scheitler   | Lussemburgo    | 80,4        | 350,0  | 100,0             | 105,0             | 107,5             | 105,0   | 105,0   | 110,0   | 135,0   | 140,0   | 150,0   |
| 6       | Fritz Haller        | Austria        | 81,3        | 350,0  | 97,5              | 102,5             | 102,5             | 110,0   | 115,0   | 115,0   | 142,5   | 142,5   | 152,5   |
| 7       | William Good        | Stati Uniti    | 81,6        | 350,0  | 100,0             | 105,0             | 105,0             | 105,0   | 105,0   | 112,5   | 140,0   | 145,0   | 150,0   |
| 8       | Mohamed Ahmed Geisa | Egitto         | 81,2        | 347,5  | 95,0              | 100,0             | 100,0             | 102,5   | 107,5   | 110,0   | 142,5   | 147,5   | 147,5   |
| 9       | John Henry Miller   | Stati Uniti    | 81,8        | 347,5  | 97,5              | 102,5             | 102,5             | 102,5   | 107,5   | 107,5   | 137,5   | 142,5   | 142,5   |
| 10      | Johann von Szabados | Austria        | 81.9        | 342,5  | 97,5              | 102,5             | 105,0             | 97,5    | 102,5   | 102,5   | 132,5   | 137,5   | 142,5   |
| 11      | Gaston le Pût       | Francia        | 82,2        | 335,0  | 92,5              | 97,5              | 100,0             | 100,0   | 100,0   | 105,0   | 125,0   | 130,0   | 135,0   |
| 12      | Josef Brumlík       | Cecoslovacchia | 81,8        | 325,0  | 97,5              | 102,5             | 102,5             | 95,0    | 100,0   | 100,0   | 122,5   | 127,5   | 132,5   |
| 13      | Pierre Cottier      | Svizzera       | 80,1        | 320,0  | 77,5              | 82,5              | 85,0              | 100,0   | 100,0   | 102,5   | 135,0   | 142,5   | 142,5   |
| 14      | Karl Oole           | Estonia        | 82,2        | 320,0  | 87,5              | 92,5              | 92,5              | 100,0   | 100,0   | 100,0   | 132,5   | 140,0   | 140,0   |